# Mutatocoptops lumawigi
Mutatocoptops lumawigi là một loài bọ cánh cứng trong họ Cerambycidae.